# 戰地風雲Online
《戰地風雲Online》，是由美商藝電與韓國遊戲廠商NEOWIZ合作的開發一款第一人稱射擊的大型多人線上遊戲，而遊玩方法完全與《戰地風雲2》一樣，在遊戲學界的專業角度來說只是被改成線上遊戲，遊戲曾經在2008年4月14日在韓國展開首次封閉測試。而内容方面將加入的眾多內容，未來將陸續公開。然而韓國版已經確定將於2013年5月21日結束營運，中國版於2013年4月22日下午兩點完成開放測試並關閉伺服器後，沒有任何關於後續計劃的說明。

## 對戰陣營介紹
玩家在《戰地風雲Online》中，可以選擇開始戰鬥的勢力，美國以及俄羅斯。美国使用《战地2》中美国海军陆战队的全套装备，而由于《戰地風雲2》中的虛構陣營中東聯盟军（MEC）使用了俄羅斯研制的槍械、戰鬥載具，因此《戰地風雲Online》中俄羅斯会应用移植自《战地2》中東聯盟军的元素。
在大陸伺服器中，玩家陣營名稱不會冠以美國和俄羅斯，而是改稱為「聯盟」和「帝國」。

## 多人游戏
多人游戏支持100人同时在线对战，每方最多50人。

### 遊戲模式
游戏模式仍是传统的“征服”模式，交战双方占领地图上的據點，而玩家要與敵對的陣營進行戰鬥、佔領中立據點與攻下對方的據點，一个陣營佔領最多的據點為之勝利。玩家在戰爭中除了必須確保我方據點不被敵方攻下， 還有團隊中的指揮官和小隊長需要進行最佳的指揮命令、與玩家合作，占領更多的據點，即使玩家被打倒也可以在據點重生，玩家也可以衝往前線、阻止敵人在據點 有重生的機會。

### 单兵作战
- 遊戲繼續使用《戰地風雲2》所有玩法，開始遊戲可選擇特種部隊、狙擊手、補給兵、醫護兵、工兵以及反坦克兵等，每種士兵有他們不同的功效，也有不同的武裝裝備。然後在地圖上點擊選擇出擊的地點，開始並佔領中立以及攻下對方的據點，並與隊友合作，在戰場上殺敵。當你殺敵越多，經驗值和級數除着你的殺敵數目也升高，級數越高可解鎖的特別裝備和物品。
- 載具駕駛，在地圖上會停泊一些可用的戰鬥或運輸的載具，不同種類的地圖會出現一些較強大或較為少見的戰鬥載具，整個遊戲的載具有海陸空三種，每種也有幾款不同的戰鬥載具，不同的攻擊用途。例如搭乘運輸載具如裝甲車或吉普車等可以快速前進目標，遇到強大的敵方，可以使用 坦克、戰鬥直升機或戰鬥機等攻擊載具進行強烈反擊，當遇到眾多的敵方或確保據點不受佔領，可使用強大的火炮進行攻擊。雖然戰鬥載具是可以成功地反擊敵方的攻擊，但有一些靈活的玩家，會充分利用自己的身上裝備武器來把戰鬥載具摧毀，例如比較靈活一些的玩家會懂得充分地運用火箭炮，把地面戰鬥載具例坦克、攻擊裝甲車、防空車摧毀，遇到空中攻擊單位如戰鬥直升機的攻擊，又可以用防空火箭炮把空中攻擊載具擊落，要防止敵方使用火炮攻擊，則可以運用超高技考前進敵方的主要據點，以C4炸药把炮台進行摧毀。另外，當你身上裝備武器使用完畢，但又不能找到補給點，在沒辦法進行攻擊的時候，好運的話，你將會遇到一些固定炮台，例如反坦克炮、AA防空炮、機槍等等。

### 設計特色
這作品也包括應有的線上遊戲功能，對戰大廳、快速對戰、按照兵種區分的個人武器庫、世界地圖舞台選擇等設計。
- 快速對戰，可快速為玩家找到適合的對戰房間，也可以區分出開戰中或等待中的房間等。
- 對戰大廳，當玩家尋找對戰遊戲房間時，可以運用類似電腦檔案瀏覽方式，選擇你想要的條件依序排列

### 地图
游戏中已知的地图有六幅：Jalalabad、Sharqi、Karkand、Zatar、Penetra、Warload。前四张分别移植自《战地2》的原版地图，第六张地图移植自《战地2：特战资料片》，第五张则是全新制作的。

## 表现效果
《戰地風雲Online》使用了与《戰地風雲2》相同的Refractor 2引擎，畫面特效和《战地2》基本相同。不过作为線上遊戲，電腦硬件要求被一定程度降低，因此《戰地風雲Online》減刪了一部分3D画面特效，以达到至好的運作效能。
《战地Online》应用了新设计的HUD，色调变为了黑色，同时增加了一些形象化的图标。HUD还添加了一些人性化的设置，例如玩家阵亡后兵种选择画框会直接在屏幕下方弹出，便于玩家选择；枪支换弹时会在屏幕中央显示换弹计时圆圈。